# توماس ریلی (بازیکن فوتبال)
توماس ریلی (انگلیسی: Thomas Reilly؛ زادهٔ ۱۵ سپتامبر ۱۹۹۴) بازیکن فوتبال اهل بریتانیا است.
از باشگاه‌هایی که در آن بازی کرده‌است می‌توان به باشگاه فوتبال سنت میرن اشاره کرد.
وی همچنین در تیم‌های ملی فوتبال Scotland national under-15 football team, Scotland national under-16 football team, Scotland national under-17 football team, Scotland national under-18 football team، و زیر ۱۹ سال اسکاتلند بازی کرده‌است.